# Casimiro de Abreu (Rio de Janeiro)
Pour les articles homonymes, voir Casimiro de Abreu.
Casimiro de Abreu est une ville de l'État de Rio de Janeiro au Brésil. La ville comptait 35 373 habitants en 2010 et sa superficie est de 460,843 km2.

## Maires
| Période | Période | Identité                        | Étiquette | Qualité |
| ------- | ------- | ------------------------------- | --------- | ------- |
| 2009    | 2012    | Antônio Marcos de Lemos Machado | PSC       |         |